# Oxygraphis tenuifolia
Oxygraphis tenuifolia är en ranunkelväxtart som beskrevs av William Edgar Evans. Oxygraphis tenuifolia ingår i släktet Oxygraphis och familjen ranunkelväxter. Inga underarter finns listade i Catalogue of Life.